# 25481 Willjaysun
25481 Willjaysun este un asteroid din centura principală de asteroizi.

## Descriere
25481 Willjaysun este un asteroid din centura principală de asteroizi. A fost descoperit pe 7 decembrie 1999 la Socorro, New Mexico, în cadrul proiectului LINEAR. Asteroidul prezintă o orbită caracterizată de o semiaxă mare de 2,29 ua, o excentricitate de 0,18 și o înclinație de 5,5° în raport cu ecliptica.